# Ciacova
Ciacova (węg. Csák, Csákova, niem. Tschakowa, serb. Čakovo/Чаковo) – miasto w Rumunii; w okręgu Temesz. Liczy 7 772 mieszkańców (2002).